# Saint-Lubin-des-Joncherets
 Saint-Lubin-des-Joncherets  es una población y comuna francesa, en la región de  Centro, departamento de Eure y Loir, en el distrito de Dreux y cantón de Brezolles.

## Demografía
| 1287 | 1882 | 2304 | 3586 | 4403 | 4355 |
| Para los censos de 1962 a 1999 la población legal corresponde a la población sin duplicidades (Fuente: INSEE [Consultar]) |      |      |      |      |      |